# Fondeyre (métro de Toulouse)
Fondeyre est une future station du métro de Toulouse. Elle sera située sur la ligne C du métro de Toulouse, future troisième ligne du réseau toulousain entre les stations Ponts-Jumeaux et La Vache. Sa mise en service est prévue pour 2028, après des travaux devant débuter en 2022.

## Histoire
Cette station a fait l'objet d'hésitation dans le projet du Toulouse Aerospace Express. Elle était présente dans les premiers plans pour la création de la ligne, avant d'être supprimée à cause de la présence d'une usine classée Seveso à proximité, puis finalement réintroduite dans le plan final adopté.

## Projets

### Caractéristiques
La station se situerait dans le quartier de Toulouse de Fondeyre, au nord de Toulouse. Elle devrait être implantée le long de la rue Adonis, à proximité de l'avenue des États-Unis, dans un quartier actuellement en phase de densification. Elle permettra également de desservir le lycée professionnel Roland-Garros situé juste à côté, et comprendrait un parking pour les vélos.

### Construction
Comme l'ensemble de la ligne C du métro de Toulouse, les travaux sur la station devraient débuter en 2022, pour une mise en service en 2028.

### Aménagement culturel
La station accueillera une œuvre de Damien Aspe.

## À proximité

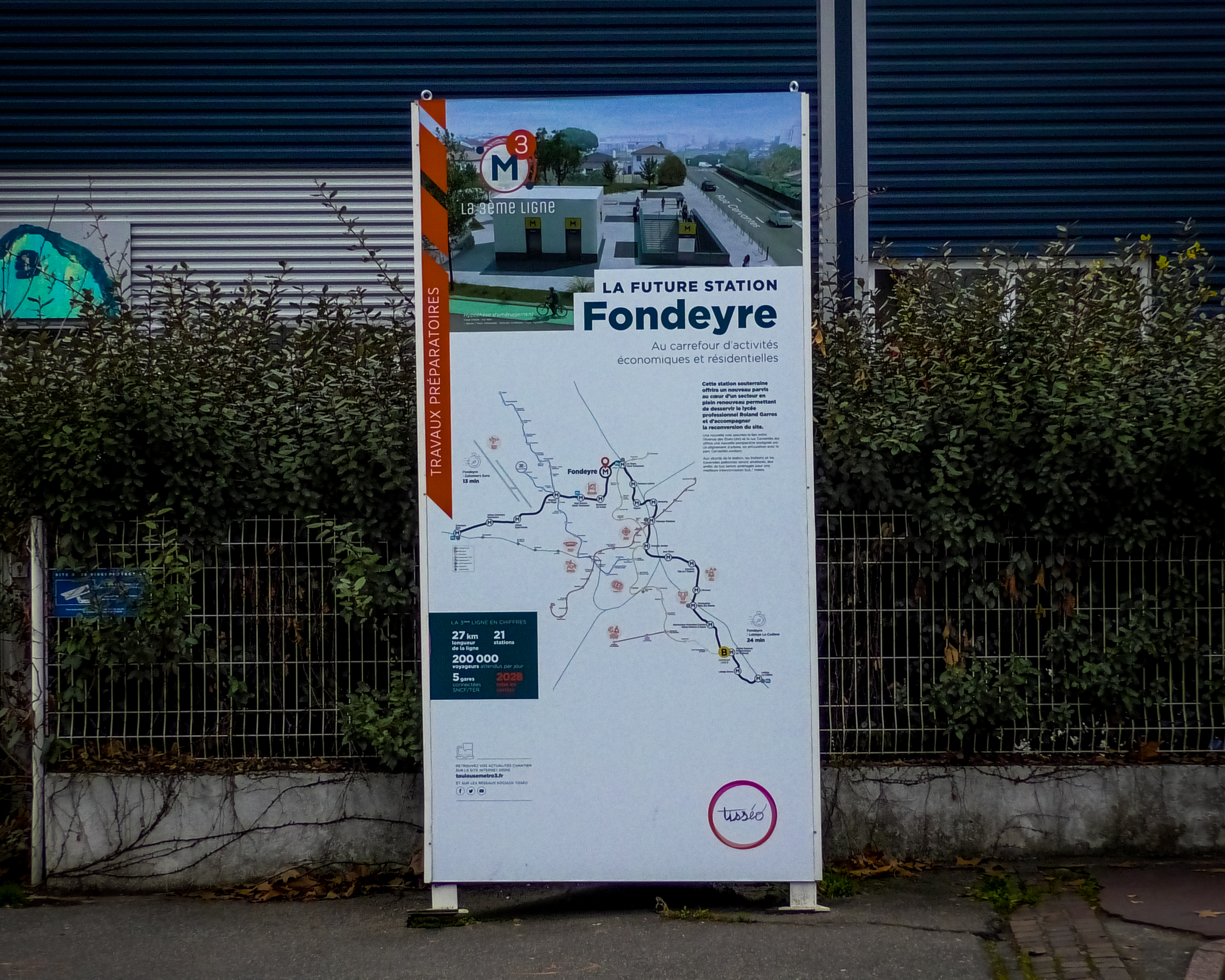
Une pancarte de présentation de la station sur l'avenue des États-Unis.

- Avenue des États-Unis